# Keigo Higashino
Pour les articles homonymes, voir Higashino.
Œuvres principales
- Série Physicien Yukawa
- Série Kaga Kyōichirō

Keigo Higashino (東野 圭吾, Higashino Keigo), né le 4 février 1958 dans l'arrondissement d'Ikuno-ku à Osaka sur l'île d'Honshū, est un écrivain japonais, auteur de romans policiers. Considéré comme un des meilleurs auteurs japonais de roman policier actuel, il a remporté de nombreux prix littéraires dont le prestigieux prix Edogawa Ranpo pour les romans policiers, et a vu plus d'une vingtaine de ses ouvrages adaptés au cinéma et à la télévision. 

## Biographie
Keigo Higashino a grandi dans un quartier populaire où il passe toute sa scolarité jusqu'au lycée. C'est durant ses années de lycée qu'il commence à s'intéresser aux polars et compose ses premiers textes.  
Il continue d'écrire pendant ses études d'ingénierie en génie électrique à l'université préfectorale d'Osaka, où il devient également le capitaine du club étudiant de tir-à-l'arc. Ces expériences de jeunesse devraient lui fournir de la matière pour certains de ses futurs romans, comme dans La lumière de la nuit où les personnages principaux ont grandi dans des quartiers populaires et où les clubs étudiants à l'université ont une place importante. 
En 1981, Keigo Higashino commence à travailler comme ingénieur à l'entreprise Nippon Denso Co. (devenue DENSO). Il se marie la même année à une enseignante du secondaire. 
En parallèle à son travail principal, il consacre son temps libre à l'écriture de polars, qu'il tente à plusieurs reprises de soumettre au prix littéraire japonais Edogawa Ranpo qui récompense les romans policiers. Il est nommé en 1983 pour Ningyō-tachi no ie (La maison de poupée), puis en 1984 pour Makyū (La boule magique) - devenant finaliste pour ce dernier roman. Ses efforts sont finalement récompensés en 1985, lorsqu'à 27 ans il est couronné par le prestigieux prix Edogawa Ranpo pour son roman Hōkago (放課後, Après l'école), qui puise dans son expérience du club de tir-à-l'arc à l'université. L'obtention du prix lui permet de se consacrer pleinement à sa carrière d'écrivain. Il démissionne alors de l'entreprise DENSO et s'établit à Tokyo dès 1986.
En 1998, son roman Himitsu (秘密, Secret) lui rapporte le 52e prix des auteurs japonais de romans policiers (日本推理作家協会賞, Nihon Suiri Sakka Kyōkai Shō).
En 2006, il gagne enfin le 134e prix Naoki pour son roman Le Dévouement du suspect X (ja) (Yōgisha Ekkusu no Kenshin, 容疑者Xの献身) après cinq nominations sans succès. Le roman est également couronné du 6e Prix de Polar Honkaku (Honkaku Mystery Award). La traduction en anglais du roman par Alexander O. Smith lui permet d'être nommé pour le prix Edgard du meilleur roman en 2012, ainsi que le prix Barry de la même année. 
En 2014, il gagne le prix Eiji Yoshikawa pour Les Sept Divinités du bonheur (Kirin no tsubasa, 麒麟の翼), dernier roman de la saga du détective Kyoichiro Kaga.
Malgré sa notoriété, Keigo Higashino affirme à plusieurs reprises ne pas souhaiter être reconnu dans la rue.

## Œuvres
Keigo Higashino a publié tout au long de sa carrière plus de 66 romans, 20 collections de nouvelles et un livre illustré. Ses œuvres sont largement réceptionnées et traduites en Asie et commencent à être plus connues avec les traductions dans les langues européennes. En France, ses œuvres sont exclusivement éditées chez Actes Sud, dans la collection Actes noirs en grand format et la collection Babel noir en format de poche, et principalement traduites par Sophie Rèfle.
Une vingtaine de ses œuvres ont été adaptées au cinéma et une dizaine à la télévision au Japon, mais également en Corée du Sud ou en Chine (RPC).

### Romans traduits en français

#### SériePhysicien Yukawa
1. Le Dévouement du suspect X, Actes Sud, coll. « Actes noirs », 2011 ((ja) 容疑者Xの献身 (Yōgisha X no Kenshin), 2005), trad. Sophie Rèfle, 315 p.  (ISBN 978-2-330-00139-1)Réédition, Actes Sud, coll. « Babel noir » no 133, 2012, 70 p. (ISBN 978-2-330-01314-1) - Prix Naoki 2005, Honkaku Mystery Award 2006[5]
2. Un café maison, Actes Sud, coll. « Actes noirs », 2012 ((ja) 聖女の救済 (Seijo no Kyūsai), 2009), trad. Sophie Rèfle, 256 p.  (ISBN 978-2-330-00613-6)Réédition, Actes Sud, coll. « Babel noir » no 97, 2013, 334 p. (ISBN 978-2-330-01880-1)
3. L’Équation de plein été, Actes Sud, coll. « Actes noirs », 2014 ((ja) 真夏の方程式 (Manatsu no Hōteishiki), 2011), trad. Sophie Rèfle, 320 p.  (ISBN 978-2-330-03199-2)Réédition, Actes Sud, coll. « Babel noir » no 157, 2016, 450 p. (ISBN 978-2-330-06128-9)

#### SérieKaga Kyōichirō
1. Les Doigts rouges, Actes Sud, coll. « Actes noirs », 2018 ((ja) 赤い指 (Akai yubi), 2009), trad. Sophie Rèfle, 240 p.  (ISBN 978-2-330-09728-8)Réédition, Actes Sud, coll. « Babel noir » no 237, 2020, 240 p. (ISBN 978-2-330-12990-3)
2. Le Nouveau, Actes Sud, coll. « Actes noirs », 2021 ((ja) 新参者 (Shinzanmono), 2009), trad. Sophie Rèfle, 288 p.  (ISBN 978-2-330-15195-9)Réédition, Actes Sud, coll. « Babel noir » no 291, 2023, 336 p. (ISBN 978-2-330-17644-0)
3. Les Sept Divinités du bonheur, Actes Sud, coll. « Actes noirs », 2022 ((ja) 麒麟の翼 (Kirin no tsubasa), 2013), trad. Sophie Rèfle, 304 p.  (ISBN 978-2-330-16807-0)Réédition, Actes Sud, coll. « Babel noir » no 310, 2024, 304 p. (ISBN 978-2-330-19137-5)
4. Le Fil de l'espoir, Actes Sud, coll. « Actes noirs », 2025 ((ja) 希望の糸 (Kibō no Ito), 2019), trad. Sophie Rèfle, 368 p.  (ISBN 978-2-330-20347-4)

#### Romans indépendants
- La Maison où je suis mort autrefois[1], Actes Sud, coll. « Actes noirs », 2010 ((ja) むかし僕が死んだ家 (Mukashi boku ga shinda ie), 1994), trad. Yutaka Makino, 253 p.  (ISBN 978-2-7427-8951-1)Réédition, Actes Sud, coll. « Babel noir » no 50, 2011, 253 p. (ISBN 978-2-330-00132-2) - Prix Polar 2010
- La Prophétie de l'abeille, Actes Sud, coll. « Actes noirs », 2013 ((ja) 天空の蜂 (Tenkū no Hachi), 1995), trad. Sophie Rèfle, 448 p.  (ISBN 978-2-330-01958-7)Réédition, Actes Sud, coll. « Babel noir » no 128, 2015, 542 p. (ISBN 978-2-330-03950-9)
- Mondes parallèles, une histoire d'amour, Actes Sud, coll. « Exofictions », 2024 ((ja) パラレルワールド・ラブストーリー (Parareru Wārudo Rabu Sutōrī), 1995), trad. Sophie Rèfle, 336 p.  (ISBN 978-2-330-19151-1)Réédition, Actes Sud, coll. « Babel » no 2035, 2025, 336 p. (ISBN 978-2-330-21343-5) (à paraître le 1er octobre 2025)
- La Lumière de la nuit, Actes Sud, coll. « Actes noirs », 2015 ((ja) 白夜行 (Byakuyako), 1999), trad. Sophie Rèfle, 672 p.  (ISBN 978-2-330-05089-4)Réédition, Actes Sud, coll. « Babel noir » no 173, 2017, 742 p. (ISBN 978-2-330-07263-6)
- Les Miracles du bazar Namiya, Actes Sud, coll. « Exofictions », 2020 ((ja) ナミヤ雑貨店の奇蹟 (Namiya Zakkaten no Kiseki), 2012), trad. Sophie Rèfle, 384 p.  (ISBN 978-2-330-13059-6)Réédition, Actes Sud, coll. « Babel » no 1780, 2021, 384 p. (ISBN 978-2-330-15712-8)
- La Fleur de l’illusion, Actes Sud, coll. « Actes noirs », 2016 ((ja) 夢幻花 (Mugen-bana), 2013), trad. Sophie Rèfle, 352 p.  (ISBN 978-2-330-06900-1)Réédition, Actes Sud, coll. « Babel noir » no 204, 2018, 352 p. (ISBN 978-2-330-10949-3)
- Le Cygne et la Chauve-souris, Actes Sud, coll. « Actes noirs », 2023 ((ja) 白鳥とコウモリ (Hakuchō ta kōmori), 2021), trad. Sophie Rèfle, 432 p.  (ISBN 978-2-330-18405-6)Réédition, Actes Sud, coll. « Babel noir » no 321, 2025, 560 p. (ISBN 978-2-330-20604-8)

### Mangas
- Heads, Akata/Delcourt, 2005 ((ja) HE∀DS ( ヘッズ ), 2003)

### Œuvres de fiction non traduites

#### SériePhysicien Yukawa
- Romans
  - Kindan no Majutsu (禁断の魔術), 2012
  - Chinmoku no Parēdo (沈黙のパレード), 2018
- Recueils de nouvelles
  - Tantei Galileo (探偵ガリレオ), 1998
  - Yochimu (予知夢), 2000
  - Galileo no Kunō (ガリレオの苦悩), 2008
  - Kyozō no Dōkeshi (虚像の道化師), 2012

#### SérieKaga Kyōichirō
- Romans
  - Sotsugyō (卒業), 1986
  - Nemuri no mori (睡りの森), 1989
  - Dochiraka ga Kanojo o Koroshita (どちらかが彼女を殺した), 1996
  - Akui (悪意), 1996
  - Watashi ga Kare o Koroshita (私が彼を殺した), 1999
  - Inori no Maku ga Oriru Toki (祈りの幕が下りる時), 2013
- Recueils de nouvelles
  - Uso o Mō Hitotsu Dake (嘘をもうひとつだけ), 2000

#### SérieNaniwa Shōnen Tanteidan
- Recueils de nouvelles
  - Naniwa Shōnen Tanteidan (浪花少年探偵団), 1988
  - Shinobu Sense ni Sayonara (しのぶセンセにサヨナラ), 1993

#### SérieMeitantei Daigoro Tenkaichi
- Roman
  - Meitantei no Jubaku (名探偵の呪縛), 1996

- Recueil de nouvelles
  - Meitantei no Okite (名探偵の掟), 1996

#### Romans indépendants
- Hōkago (放課後), 1985
- Hakuba Sansō Satsujin Jiken (白馬山荘殺人事件), 1986
- Gakusei-gai no Satsujin (学生街の殺人), 1987
- Jūichi Moji no Satsujin (11文字の殺人), 1987
- Makyū (魔球), 1988
- Uinku de Kampai (ウインクで乾杯), 1988
- Jūji Yashiki no Piero (十字屋敷のピエロ), 1989
- Chōjin Keikaku (鳥人計画), 1989
- Satsujin Genba wa Kumo no Ue (殺人現場は雲の上), 1989
- Burūtasu no Shinzō (ブルータスの心臓), 1989
- Shukumei (宿命), 1990
- Kamen Sansō Satsujin Jiken (仮面山荘殺人事件), 1990
- Henshin (変身), 1991
- Kairōtei Satsujin Jiken (回廊亭殺人事件), 1991
- Aru Tozasareta Yuki no Sansō de (ある閉ざされた雪の山荘で), 1992
- Utsukushiki Kyōki (美しき凶器), 1992
- Dōkyūsei (同級生), 1993
- Bunshin (分身), 1993
- Niji o Ayatsuru Shōnen (虹を操る少年), 1994
- Himitsu (秘密), 1998
- Kataomoi (片想い), 2001
- Reikusaido (Lakeside) (レイクサイド), 2002
- Tokio (時生), 2002
- Gēmu no Na wa Yūkai (ゲームの名は誘拐), 2002
- Tegami (手紙), 2003
- Ore wa Hijōkin (おれは非情勤), 2003
- Satsujin no Mon (殺人の門), 2003
- Gen'ya (幻夜), 2004
- Samayou Yaiba (さまよう刃), 2004
- Shimei to Tamashii no Rimitto (使命と魂のリミット), 2006
- Yoake no Machi de (夜明けの街で), 2007
- Daiingu Ai (Dying Eye) (ダイイング・アイ), 2007
- Ryūsei no Kizuna (流星の絆), 2008
- Paradokkusu Sātīn (Paradox 13) (パラドックス13), 2009
- Kakkō no Tamago wa Dare no Mono (カッコウの卵は誰のもの), 2010
- Purachina Dēta (Platinum Data) (プラチナデータ), 2010
- Hakugin Jakku (白銀ジャック), 2010
- Masukarēdo Hoteru (Masquerade Hotel) (マスカレード・ホテル)
- Utsuro na Yujika (虚ろな十字架), 2014
- emuru Ie (人魚の眠る家), 2015
- Rapurasu no Majo (ラプラスの魔女), 2015
- u (危険なビーナス), 2016
- Masukarēdo Naito (マスカレード・ナイト), 2017
- Kusunoki no Bannin (クスノキの番人), 2020
- (ブラック・ショーマンと名もなき町の殺人), 2021

### Recueils de nouvelles indépendants
- Tantei Kurabu (探偵倶楽部), 1990
- Hannin no Inai Satsujin no Yoru (犯人のいない殺人の夜), 1990
- Kōtsū Keisatsu no Yoru (交通警察の夜), 1991
- Ayashii Hitobito (怪しい人びと), 1994
- Kaishō Shōsetsu (怪笑小説), 1995
- Dokushō Shōsetsu (毒笑小説), 1996
- Chō Satsujin Jiken: Suiri Sakka no Kunō (超・殺人事件 推理作家の苦悩), 2001
- Kokushō Shōsetsu (黒笑小説), 2005
- Ano Koro no Dareka (あの頃の誰か), 2011
- Waishō Shōsetsu (歪笑小説), 2012
- Masukarēdo Ibu (マスカレード・イブ), 2014

### Livre pour enfants
- Santa no Obasan (サンタのおばさん), 2001 (illustré par Hiromi Sugita)

## Distinction
- Festival Polar de Cognac 2010 : Prix polar du meilleur roman international pour La Maison où je suis mort autrefois